# Emesis arnacis
Emesis arnacis is een vlindersoort uit de familie van de prachtvlinders (Riodinidae), onderfamilie Riodininae.
Emesis arnacis werd in 1928 beschreven door Stichel.